# L'Aéronaute
L'Aéronaute, de son titre complet L'Aéronaute : Bulletin mensuel illustré de navigation aérienne, est une revue hebdomadaire de vulgarisation scientifique sur l'aérostation publiée de 1865 à 1911. 
Il s'agit de la publication la plus ancienne au monde sur l'aéronautique. 

## Histoire
Après un premier essai par Nadar en 1864,, la Société aéronautique de France, qui n'a alors que cinq ans, fonde L'Aéronaute en 1865. En 1872, sa publication est reprise par la Société française de navigation aérienne.

## Rédacteurs
- Abel Hureau de Villeneuve
- Alphonse Pénaud
- Gaston Tissandier